# Aseraggodes haackeanus
Aseraggodes haackeanus är en fiskart som först beskrevs av Steindachner, 1883.  Aseraggodes haackeanus ingår i släktet Aseraggodes och familjen tungefiskar. Inga underarter finns listade i Catalogue of Life.